# Bailundo
Bailundo es un localidad y municipio de la provincia de Huambo en Angola. En julio de 2018 tenía una población estimada de 336 806 habitantes.
Se encuentra ubicado en el centro-oeste del país, entre la costa del océano Atlántico, al oeste, y la meseta de Bié, al este.